# オロフ・ペータ・シュヴァルツ

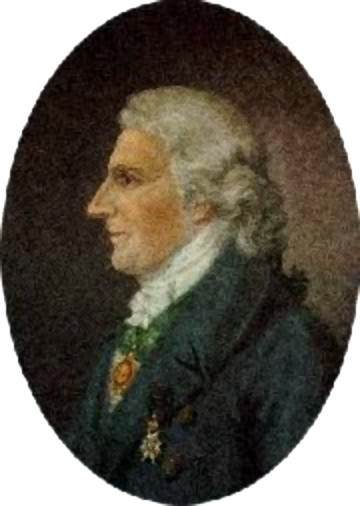
オロフ・ペータ・シュヴァルツ

オロフ・ペータ・シュヴァルツ（Olof Peter Swartz、1760年9月21日 – 1818年9月18日）は、スウェーデンの植物学者、分類学者である。シダ類の分類学研究などで知られる。

## 生涯
ノーショーピング（Norrköping）で生まれた。ウプサラ大学で小リンネのもとで学び、1781年に学位を得た。1780年には、何人かの植物学者とラップランドの探検調査に参加した。1783年に北アメリカや西インド諸島に渡り、ジャマイカやイスパニョーラ島（現在のハイチ、ドミニカ）などの植物標本を集めた。シュヴァルツの集めた6000に及ぶ押し葉標本は現在はスウェーデン自然史博物館のRegnellian herbariumの一部となっている。
1786年にイギリスに渡り、出会ったジョセフ・バンクスに知識を認められ、東インド会社で働くことを薦められたが実現せず、1787年にスウェーデンに戻った。後に、イギリスでの経験から科学アカデミーに植物採集への助成金制度の設立を提案した。1789年にスウェーデン王立科学アカデミーの会員に選ばれた。1791年にストックホルム科学アカデミーのBergianus教授職に任じられた。
ラン科の植物の分類学研究のパイオニアで、ラン科に関する文献のレヴューを行い、25の属に分類し、ラン科の花の構造の差異について研究した。
ヨハン・クリスチアン・フォン・シュレーバーによってマメ科の属、Swartziaに献名された。

## 著作
- Nova genera et species plantarum seu prodromus, 1788
- Observationes botanicae, 1791
- Icones plantarum incognitarum, 1794-1800
- Flora Indiae occidentalis, 1797-1806
- Synopsis Filicum, 1806
- Summa vegetabilium Scandinaviae, 1814